# До мажор
До мажор (C Major, C-dur) — мажорна тональність, тонікою якої є звук до. Гама до-мажор містить звуки: 
 до - ре - мі - фа - соль - ля - сі
 C - D - E - F - G - A - B.
Паралельна тональність ля мінор, однойменний мінор — до мінор. До мажор не має жодного ключового знаку.

## Найвідоміші твори, написані в цій тональності
- Дж. Палестрина — Меса папи Марчелло
- М. Дилецький — Воскресенський канон
- Й. С. Бах — прелюдія та фуга з 1-го та 2-го зошитів ДТК
- М. Березовський  — Симфонія До мажор; — духовні концерти «Бог в ста сонмі богов», «Господи, силою Твоєю возвеселиться цар», [2]
- В. А. Моцарт  — Симфонії №№ 35, 36, 41 «Юпітер»
— Концерти для ф-но з оркестром №№ 2 13, 21, 25
— Фортепіанні сонати №№ 1, 7, 10, 16
- Л. Бетховен  — Симфонія № 1
— Концерт для ф-но з оркестром № 1
—Потрійний концерт для скрипки, віолончелі і фортепіано
 —Сонати для ф-но №№ 3, 29
- A. Ведель  — духовні концерти «Господь пасет мя», «Проповідника віри»
- Ф. Ліст — Симфонічна поема «Прелюди»
- М.Лисенко  — Епічний фрагмент op.20[3]
- М. Равель — Болеро
- С. Прокоф'єв  — Симфонія № 4
— Концерт № 3 для ф-но з оркестром
 —Сонати для ф-но №№ 5,9
- П. І. Чайковський — Симфонія № 2
- Д. Шостакович  — Симфонія № 7
— Струнний квартет № 1